# Quadro luminoso

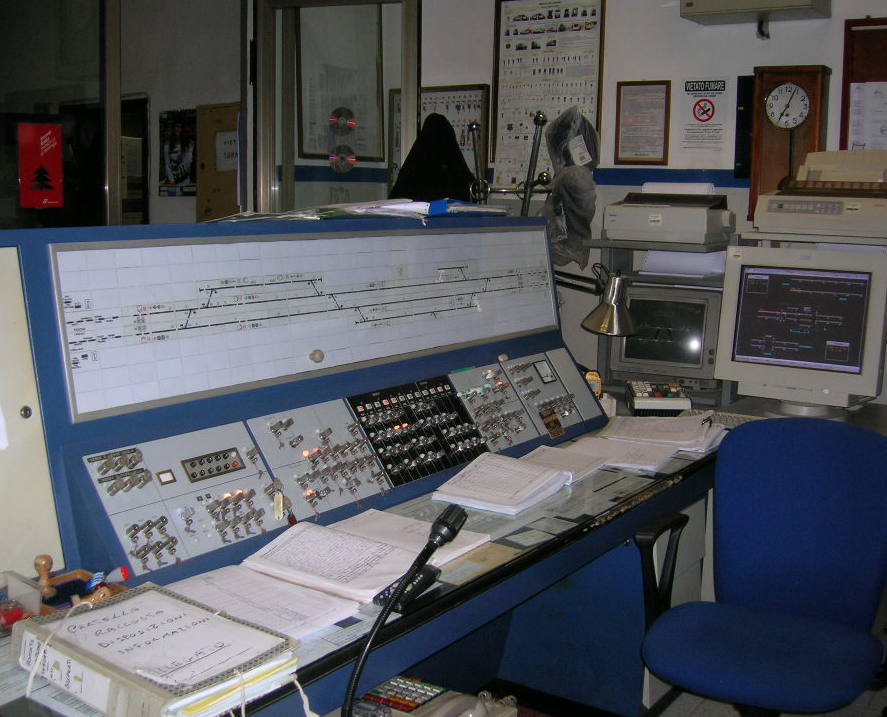
Banco ACEI e relativo QL

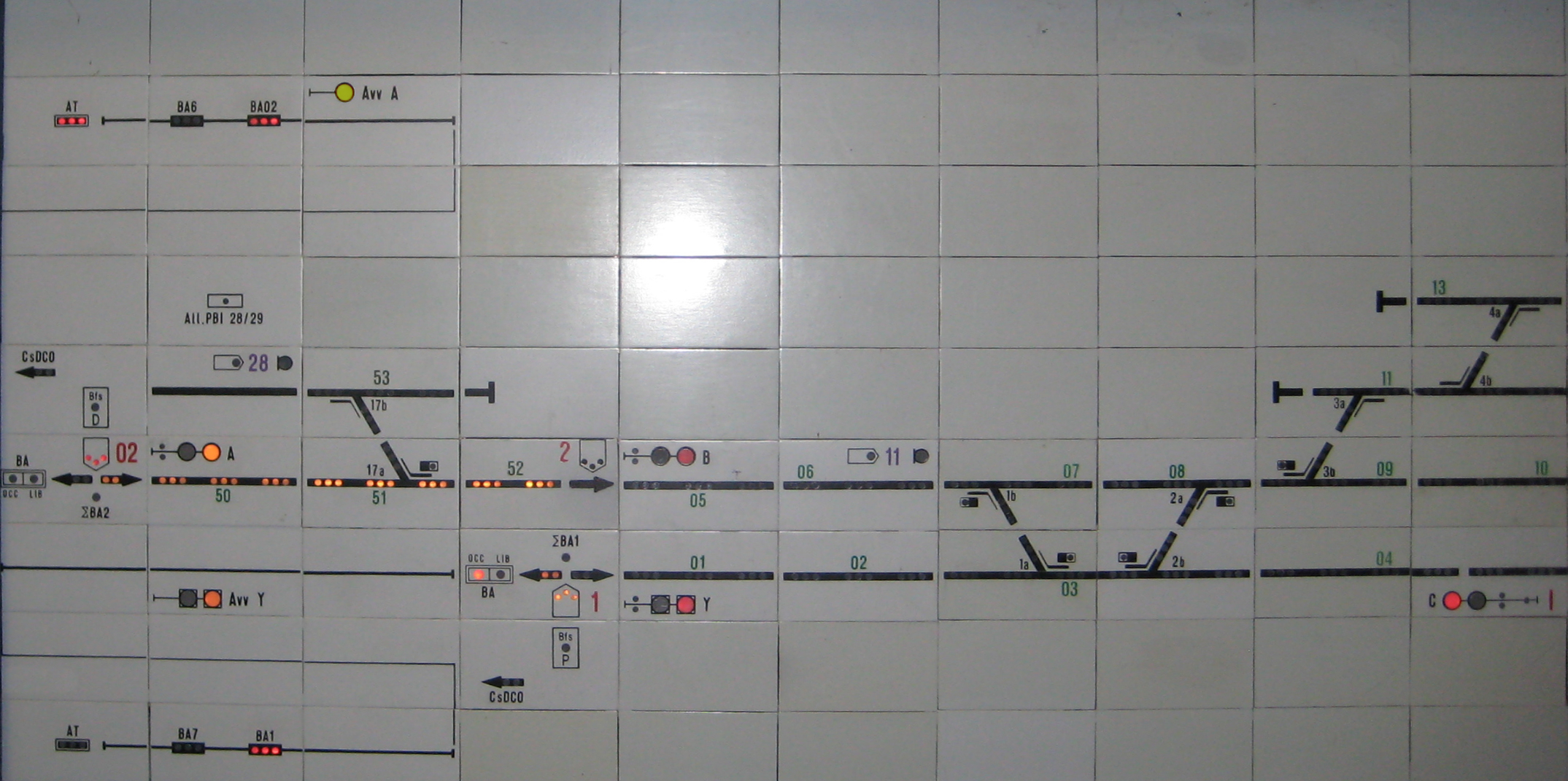
Particolare del quadro luminoso di un ACEI I 0/16

Il quadro luminoso (in gergo QL) è utilizzato nelle stazioni e in altri posti di movimento preposti alla gestione del traffico ferroviario e alla movimentazione di treni e manovre. Tipicamente il quadro luminoso fa parte, abbinato al banco, degli strumenti necessari a un capostazione.
Il quadro luminoso prende il suo nome dalla possibilità che gli è precipua di cambiare aspetto in alcune parti per indicare all'operatore la situazione degli itinerari dei treni, e degli instradamenti delle manovre, della disposizione dei segnali, della posizione dei deviatori, dell'occupazione dei binari e quant'altro sia necessario per garantire regolarità e sicurezza all'interno di una stazione ferroviaria. Questi controlli vengono offerti da lampadine poste dietro il quadro stesso che cambiano aspetto (acceso-spento) e attraverso filtri colorati rappresentano la situazione (SIL4) che si presenta nel piazzale della stazione.
Con i banchi di tipo ACE, e altri simili o dello stesso periodo storico, il quadro luminoso era in vetro smerigliato, con fondo nero e vi era disegnato lo schema della stazione. Il QL veniva posto in alto su una parete dell'ufficio movimento in modo che gli operatori potessero controllare con facilità la situazione di piazzale.

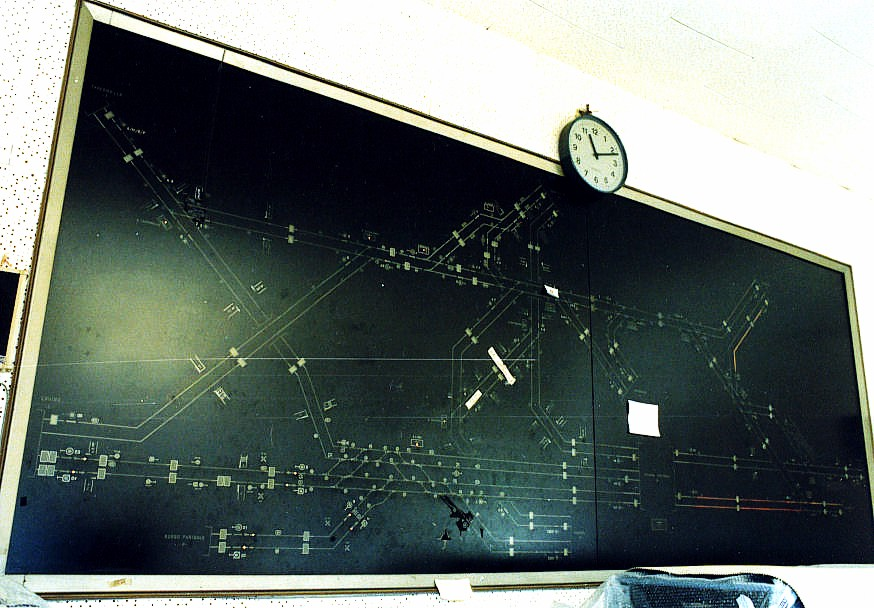
QL del CTC Nodo di Bologna - 1957

Con banchi tipo ACEI e simili il quadro luminoso veniva prevalentemente costruito con "tessere" nelle quali piccole lampadine o led assolvevano alle stesse funzioni previste per il vecchio tipo di QL. Per le piccole stazioni il Q.L. viene spesso inserito direttamente nel Banco come si può osservare nella foto superiore.
I QL spesso sono di dimensioni ragguardevoli e di disegno estremamente articolato, in relazione alla stazione che devono controllare. I QL non sono solo necessari nelle stazioni, ma anche, per esempio, per la gestione del traffico con sistemi CTC, come si vede in questo Quadro Luminoso del primo C.T.C. in Italia, quello della linea di cintura di Bologna, successivamente cambiato con uno a tessere (sempre di dimensioni adeguate) per permettere l'adeguamento man mano che venivano portati avanti i lavori per la linea AV/AC afferente Bologna.
Con l'evoluzione dell'elettronica e il passaggio a sistemi di controllo del traffico più moderni, quali l'SCC, il Quadro luminoso ha preso la forma di un monitor (per quanto di dimensioni ragguardevoli) in cui lo schema e i messaggi di sistema possono venire disegnati quasi come con un comune programma di grafica al computer e quindi riescono ad essere adattati con enorme prontezza alle eventuali mutazioni degli impianti sul territorio.